# Біла (Кіриський район)
Біла (рос. Белая) — присілок у Кіриському районі Ленінградської області Російської Федерації.
Населення становить 65 осіб. Належить до муніципального утворення Пчовжинське сільське поселення.

## Історія
Згідно із законом від 1 вересня 2004 року № 49-оз органом  місцевого самоврядування є Пчовжинське сільське поселення.

## Населення
| 1879 | 1885 | 1910 | 1928 | 1965 | 1997 | 2002 |
| ---- | ---- | ---- | ---- | ---- | ---- | ---- |
| 252  | ↘208 | ↗370 | ↗477 | ↘217 | ↘44  | ↗65  |
| 2007 | 2010 | 2017 |      |      |      |      |
| ↘48  | →48  | ↗65  |      |      |      |      |